# Lakkinayakanahalli, Bangarapet
Lakkinayakanahalli là một làng thuộc tehsil Bangarapet, huyện Kolar, bang Karnataka, Ấn Độ.